# 克萊德弧

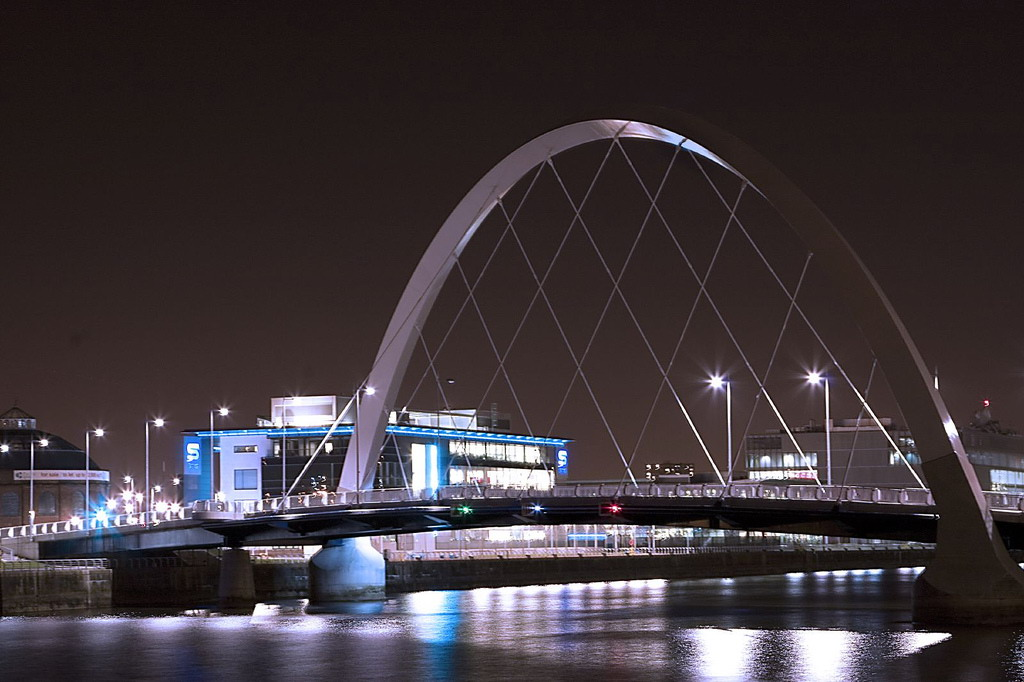
克萊德弧

克萊德弧（Clyde Arc）是位於英國蘇格蘭中西部格拉斯哥的一座公路橋，位於蘇格蘭中西部。克萊德弧由Halcrow集團設計，在2003年獲得規劃許可，2005年5月開工，2006年4月竣工，耗資2030萬英鎊。該橋也是格拉斯哥再開發計劃的一部分。

## 外部連結
- Photographs taken at the opening ceremony
- Clyde Arc - Clyde Waterfront project details （页面存档备份，存于）